# Чемпіонат світу з боротьби 2007
Чемпіонат світу з боротьби 2007 пройшов з 17 по 23 вересня 2007 року в Баку, Азербайджан в спортивно-концертному комплексі імені Гейдара Алієва.
На чемпіонаті проводилися змагання з вільної та греко-римської боротьби серед чоловіків і вільної боротьби серед жінок. Був розіграний двадцять один комплект нагород — по сім у вільній, греко-римській та жіночій боротьбі. Бронзові нагороди вручалися двом спортсменам, що виграли втішні сутички.

## Загальний медальний залік
| Місце  | Країна         | Золото | Срібло | Бронза | Загалом |
| ------ | -------------- | ------ | ------ | ------ | ------- |
| 1      | Росія          | 7      | 1      | 5      | 13      |
| 2      | Японія         | 4      | 1      | 0      | 5       |
| 3      | Болгарія       | 2      | 1      | 1      | 4       |
| 4      | Грузія         | 2      | 0      | 2      | 4       |
| 5      | Куба           | 1      | 2      | 2      | 5       |
| 6      | Іран           | 1      | 1      | 3      | 5       |
| 7      | Франція        | 1      | 1      | 2      | 4       |
| 8      | КНР            | 1      | 1      | 1      | 3       |
| 9      | Азербайджан    | 1      | 0      | 1      | 2       |
| 10     | Туреччина      | 1      | 0      | 0      | 1       |
| 11     | США            | 0      | 2      | 5      | 7       |
| 12     | Україна        | 0      | 2      | 2      | 4       |
| 13     | Казахстан      | 0      | 1      | 2      | 3       |
| 14     | Канада         | 0      | 1      | 1      | 2       |
| 14     | Литва          | 0      | 1      | 1      | 2       |
| 14     | Монголія       | 0      | 1      | 1      | 2       |
| 14     | Південна Корея | 0      | 1      | 1      | 2       |
| 18     | Данія          | 0      | 1      | 0      | 1       |
| 18     | Німеччина      | 0      | 1      | 0      | 1       |
| 18     | Швеція         | 0      | 1      | 0      | 1       |
| 18     | Таджикистан    | 0      | 1      | 0      | 1       |
| 22     | Узбекистан     | 0      | 0      | 3      | 3       |
| 23     | Албанія        | 0      | 0      | 1      | 1       |
| 23     | Вірменія       | 0      | 0      | 1      | 1       |
| 23     | Білорусь       | 0      | 0      | 1      | 1       |
| 23     | Чехія          | 0      | 0      | 1      | 1       |
| 23     | Киргизстан     | 0      | 0      | 1      | 1       |
| 23     | Польща         | 0      | 0      | 1      | 1       |
| 23     | Румунія        | 0      | 0      | 1      | 1       |
| 23     | Сербія         | 0      | 0      | 1      | 1       |
| 23     | Венесуела      | 0      | 0      | 1      | 1       |
| Всього | Всього         | 21     | 21     | 42     | 84      |

## Командний залік
| Місце | Вільна боротьба, чоловіки | Вільна боротьба, чоловіки | Греко-римська боротьба, чоловіки | Греко-римська боротьба, чоловіки | Вільна боротьба, жінки | Вільна боротьба, жінки |
| Місце | Команда                   | Очки                      | Команда                          | Очки                             | Команда                | Очки                   |
| ----- | ------------------------- | ------------------------- | -------------------------------- | -------------------------------- | ---------------------- | ---------------------- |
| 1     | Росія                     | 68                        | США                              | 31                               | Японія                 | 52                     |
| 2     | Туреччина                 | 40                        | Росія                            | 30                               | Казахстан              | 39                     |
| 3     | Куба                      | 34                        | Грузія                           | 28                               | Україна                | 39                     |
| 4     | США                       | 32                        | Іран                             | 26                               | КНР                    | 36                     |
| 5     | Узбекистан                | 31                        | Південна Корея                   | 24                               | США                    | 32                     |
| 6     | Україна                   | 28                        | Франція                          | 23                               | Канада                 | 31                     |
| 7     | Іран                      | 19                        | Казахстан                        | 21                               | Росія                  | 31                     |
| 8     | Киргизстан                | 14                        | Угорщина                         | 19                               | Франція                | 26                     |
| 9     | Болгарія                  | 12                        | Болгарія                         | 18                               | Німеччина              | 16                     |
| 10    | Монголія                  | 12                        | Литва                            | 17                               | Швеція                 | 16                     |

## Медалісти

#### Вільна боротьба
| Категорія | Золото                   | Срібло                          | Бронза                                                |
| до 55 кг  | Бесик Кудухов Росія      | Баяраагійн Наранбаатар Монголія | Різван Гаджієв Білорусь Енді Морено Куба              |
| до 60 кг  | Мавлет Батиров Росія     | Анатолій Гуйдя Болгарія         | Базар Базаргуруєв Киргизстан Сагіт Призрені Албанія   |
| до 66 кг  | Рамазан Шахін Туреччина  | Геандрі Гарсон Куба             | Ірбек Фарнієв Росія Отар Тушишвілі Грузія             |
| до 74 кг  | Махач Муртазалієв Росія  | Ібрагім Алдатов Україна         | Іван Фундора Куба Чамсулвара Чамсулвараєв Азербайджан |
| до 84 кг  | Георгій Кетоєв Росія     | Юсуп Абдусаломов Таджикистан    | Реза Яздані Іран Заурбек Сохієв Узбекистан            |
| до 96 кг  | Хаджимурат Гацалов Росія | Саїд Ебрахімі Іран              | Курбан Курбанов Узбекистан Даніель Корм'є США         |
| до 120 кг | Білял Махов Росія        | Алексіс Родрігес Куба           | Артур Таймазов Узбекистан Вадим Тасоєв Україна        |

#### Греко-римська боротьба
| Категорія | Золото                     | Срібло                     | Бронза                                             |
| до 55 кг  | Гамід Сурян Іран           | Пак Ин Чхол Південна Корея | Християн Фрис Сербія Назир Манкієв Росія           |
| до 60 кг  | Давид Бедінадзе Грузія     | Макото Сасамото Японія     | Чон Джи Хен Південна Корея Еусебіо Діакону Румунія |
| до 66 кг  | Фарід Мансуров Азербайджан | Стів Гено Франція          | Микола Гергов Болгарія Джастін Лестер США          |
| до 74 кг  | Явор Янакієв Болгарія      | Марк Мадсен Данія          | Крістоф Гено Франція Валдемарас Венкаїтіс Литва    |
| до 84 кг  | Олексій Мішин Росія        | Бред Верінг США            | Бадрі Хасая Грузія Саман Тахмасебі Іран            |
| до 96 кг  | Рамаз Нозадзе Грузії       | Міндаугас Ежерскіс Литва   | Марек Швець Чехія Гасем Резаеї Іран                |
| до 120 кг | Міхайн Лопес Куба          | Хасан Бароєв Росія         | Дреміель Бірс США Юрій Патрикеєв Вірменія          |

### Жіноча боротьба
| Категорія | Золото                  | Срібло                   | Бронза                                             |
| до 48 кг  | Ітьо Тіхару Японія      | Ірина Мерлені Україна    | Лі Сяомей Китай Маєліс Каріпа Венесуела            |
| до 51 кг  | Обара Хітомі Японія     | Рен Сюечен Китай         | Анна Катрін Делунч Франція Еріка Шарп Канада       |
| до 55 кг  | Йосіда Саорі Японія     | Іда-Тереза Нерелл Швеція | Наталія Гольц Росія Ольга Смирнова Казахстан       |
| до 59 кг  | Одрі Прієто Франція     | Штефані Гросс Німеччина  | Доржиїн Нармандах Монголія Наталія Синишин Україна |
| до 63 кг  | Ітьо Каорі Японія       | Олена Шалигіна Казахстан | Моніка Рог'єн Польща Сара Макманн США              |
| до 67 кг  | Цзин Жуйсюе Китай       | Мартіна Дюгреньє Канада  | Катрін Даунінг США Наталія Куксіна Росія           |
| до 72 кг  | Станка Златева Болгарія | Крісті Марано США        | Гюзель Манюрова Росія Ольга Жанібекова Казахстан   |

## Країни-учасники
В чемпіонаті взяли участь 810 спортсменів з 92 країн.

Країни — учасниці чемпіонату